# Lanzenbach (Hennef)
Lanzenbach ist ein Ortsteil der Stadt Hennef (Sieg) im Rhein-Sieg-Kreis in Nordrhein-Westfalen. 

## Lage
Der Ort liegt in einer Höhe von 100 Metern über N.N. im Hanfbachtal. Nachbarorte sind die Weiler Petershohn im Nordosten, Schächer im Osten und Rütsch im Südosten, Kurenbach im Süden, die Weiler Hofen im Südwesten und Kümpel im Nordwesten sowie Hennef im Norden.

## Geschichte
1910 gab es in Lanzenbach die Haushalte Fabrikarbeiter Wilhelm Brenner, Fabrikschmied und Kleinhändler Wilhelm Engels, Ackerer Franz Giesen, Tagelöhner Matthias Hohn, Dreher Peter Hohn, die Ackerer Bertram, Peter Josef und Wilhelm Jungblut, die Schlossergesellen Johann und Heinrich Kirschbaum, Schlossergeselle Johann Wilhelm Klein, Invalide Bernhard Kliesen, Lokomotivführer Franz Koch, Flickmaurer Johann Limbach, Fabrikarbeiter Karl Limbach, Schlosser Wilhelm Limbach, Ackerin Witwe Johann Wilhelm Rösgen, Steinbrucharbeiter Adolf Röttgen, Dreher Michael Schmitz, Ackerer Peter Schmitz senior, Schlossergeselle Peter Schmitz junior, Ackerin Witwe Wilhelm Schmitz, Ackerin Witwe Peter Josef Schorn, Ackerer Peter Schwarz, Ackerin Witwe Theodor Schwarz und Tagelöhner, Händler Franz Stommel, Witwe Heinrich Trimborn, Ackerin, Wirtin und Müllerin sowie Former Johann Vester.
Bis 1934 gehörte Lanzenbach zur Gemeinde Geistingen.